# Economia da cultura
Economia da cultura é o ramo da economia que estuda a relação entre a cultura e os fenômenos econômicos. Neste contexto, "cultura" é definida como as crenças compartilhadas e preferências de grupos de pessoas. Questões programáticas incluem-se como mais cultura pode ser importante para os resultados econômicos e qual sua relação com as instituições.
O primeiro desses conceitos é o de setores culturais: aqueles que geram bens e serviços em cujo cerne se encontra a produção artística. Cultura aqui, portanto, é entendida como arte, que serve assim de parâmetro para a
definição de setores culturais. Estes, de acordo com a Comissão Europeia, englobariam atividades de duas naturezas: 
i) os trabalhos de arte, que se caracterizam por seu consumo imediato e por não terem o objetivo de reprodução em série – por exemplo, pinturas, exposições monumentos e espetáculos
ii) a produção industrial em massa de bens como livros, CDs, DVDs etc., produtos de artes como a literatura, a música e o cinema. 
Um tema geral analítico é o estudo da forma como ideias e comportamentos são espalhados entre os indivíduos através da formação de capital social, redes sociais, e processos tais como aprendizagem social, como na teoria da evolução social e na propagação da informação. Métodos incluem estudos de caso e modelagem teórica e empírica da transmissão cultural dentro e entre grupos sociais.

## No Brasil
Desde 2006, o BNDES financia a economia da cultura com foco inicial no setor de audiovisual.

## Revistas
- Economic Development and Cultural Change
- Journal of Cultural Economics